# BODEM
BODEM is een Nederlandse televisieserie uit 2023, geschreven en geregisseerd door Eva Crutzen. Zij speelt ook de hoofdrol.
De serie gaat over Cat, een 37-jarige vrouw die zich liever verliest in seks, alcohol en drugs dan de confrontatie aan te gaan met het verlies van haar broer.
BODEM is een co-productie van omroep BNNVARA en productiebedrijf Topkapi Films en telt zes afleveringen van 22 à 30 minuten. De opnames vonden plaats in 2022.
De serie werd vertoond op het Nederlands Film Festival van 2023. Crutzen werd er bekroond met een Gouden Kalf voor de beste hoofdrol in een dramaserie. Meer dan een half jaar later werd de serie uitgezonden op televisie: in maart en april 2024 op de publieke zender NPO 3 en op streamingdienst NPO Start.
BNNVARA meldde in maart 2024 dat er een tweede seizoen komt.

## Rolverdeling
- Cat - Eva Crutzen
- vriendin Jana - Meral Polat
- moeder Cécile - Marieke Heebink
- vader Anthonie - Leopold Witte
- collega/soulmate Ben - Steef de Bot
- halfzus Sally - Lindsay Zwaan
- chef Claudia - Lineke Rijxman
- vriend Bliksem - Nils Verkooijen
- collega Eric - Fahd Larhzaoui

## Ontvangst
Ruim een half jaar na het Gouden Kalf in september 2023 verschenen in 2024 de recensies. Het Parool schreef "Crutzen slaagt er [..] in om met vrolijk absurdisme, harde humor en een bittere ondertoon een zeer geslaagde serie neer te zetten." De VPRO Gids noteerde "het is lang geleden dat we zó werden weggeblazen door een fictiedebuut van eigen bodem." De recensie refereerde ook aan de Engelse klassieker Fleabag. De website SerieTotaal gaf vier van vijf sterren en schreef "een op momenten absurdistisch, maar vooral openhartig en direct regiedebuut". Ook NRC vond dat Crutzen een "frisse draai" gaf aan het genre dertigerscomedy, en deelde vier van vijf ballen uit.